# Frente Grande
Frente Grande é um partido político da Argentina, criado em 1993.Mais tarde, formou coligações com outros partidos e logo após a Crise econômica da Argentina, se enfraqueceu, embora tendo bons dirigentes e sendo o terceiro maior partido da Argentina em quantidade de candidatos.

## Principais dirigentes
| Direção Nacional da Frente Grande                      | Direção Nacional da Frente Grande |
| ------------------------------------------------------ | --------------------------------- |
| Presidente                                             | Eduardo Sigal                     |
| 1º Vice-presidente                                     | Adriana Puiggrós                  |
| 2º Vice-presidente                                     | Raúl Podestá                      |
| 3º Vicepresidente                                      | Horacio Viqueira                  |
| Secretário Geral                                       | Daniel San Cristobal              |
| Secretário da Ação Política                            | José Vitar                        |
| Secretário da Ação Sindical                            | Marcelo Mango                     |
| Secretário do Meio Ambiente                            | Diego Saravia                     |
| Secretário da Cultura                                  | Juan Gianni                       |
| Secretário dos Direitos Humanos                        | Santiago Ferrigno                 |
| Secretário do Desenvolvimento Rural                    | Oscar Mathot                      |
| Secretário da Educação                                 | Daniel Trabalón                   |
| Secretário da Gestão Local                             | Julio Accavallo                   |
| Secretário da Gestão Pública                           | Hugo Cormick                      |
| Secretário das Mulheres e da juventude                 | Soledad Martínez                  |
| Secretário do Interior                                 | Nelio Calza                       |
| Secretário da Organização e Finanças                   | Gustavo Torres                    |
| Sub-Secretário da Organização e Finanças               | Nestor Loggio                     |
| Secretário de Imprensa e Comunicação                   | Javier Pablo Hermo                |
| Secretário de Produção                                 | Mario Fadel                       |
| Secretário da Reforma Política                         | Juan Castelnau                    |
| Secretário de Relações Institucionais                  | Alejandro Otero                   |
| Secretário das Relações Internacionais                 | Jorge Drkos                       |
| Secretário da Ciência, da Universidade e da Tecnologia | Rogelio López                     |